# Породични оркестар
„Породични оркестар” је југословенски ТВ филм из 1974. године. Режирала га је Мира Траиловић а сценарио је написао Алексеј Арбузов.

## Улоге
| Глумац                 | Улога |
| ---------------------- | ----- |
| Петар Божовић          |       |
| Радмила Ђурђевић       |       |
| Рахела Ферари          |       |
| Сима Јанићијевић       |       |
| Оливера Марковић       |       |
| Милан Цаци Михаиловић  |       |
| Зорица Мирковић        |       |
| Слободан Цица Перовић  |       |
| Игор Первић            |       |
| Јелисавета Сека Саблић |       |
| Васја Станковић        |       |
| Феђа Стојановић        |       |